# ホルヘ・ボニファシオ
ホルヘ・ルイス・ボニファシオ（Jorge Luis Bonifacio, 1993年6月4日 - ）は、ドミニカ共和国サントドミンゴ出身のプロ野球選手（外野手）。右投右打。北米独立リーグであるアメリカン・アソシエーションのカンザスシティ・モナークス所属。愛称はエル・ボニ（El Boni）。
実兄は同じくプロ野球選手のエミリオ・ボニファシオ。

## 経歴

### プロ入りとロイヤルズ時代
2009年12月9日にカンザスシティ・ロイヤルズと契約してプロ入り。
2010年に傘下のルーキー級ドミニカン・サマーリーグ・ロイヤルズでプロデビュー。48試合に出場して打率.335、1本塁打、28打点、13盗塁を記録した。8月に渡米し、ルーキー級アリゾナリーグ・ロイヤルズでプレー。21試合に出場して打率.211、6打点、1盗塁を記録した。
2011年はアパラチアンリーグのルーキー級バーリントン・ロイヤルズでプレーし、62試合に出場して打率.284、7本塁打、30打点、5盗塁を記録した。
2012年はA級ケーンカウンティ・クーガーズでプレーし、105試合に出場して打率.282、10本塁打、61打点、6盗塁を記録した。
2013年はA+級ウィルミントン・ブルーロックスでプレーし、54試合に出場して打率.296、2本塁打、29打点の成績を残した。7月30日にAA級ノースウエストアーカンソー・ナチュラルズへ昇格。AA級ノースウエストアーカンソーでは25試合に出場して打率.301、2本塁打、19打点、2盗塁を記録した。オフにはアリゾナ・フォールリーグに参加し、ピオリア・ハベリーナズに所属した。
2014年はAA級ノースウエストアーカンソーでプレーし、132試合に出場して打率.230、4本塁打、51打点、8盗塁を記録した。オフの11月20日にロイヤルズとメジャー契約を結び、40人枠入りした。
2015年は引き続きAA級ノースウエストアーカンソーでプレーして125試合に出場。30二塁打と17本塁打を放ってパワー面での成長を見せたが、打率は.240に終わり、出場試合数以上の126三振を喫するなど、ミート力の低さは改善されなかった。
2016年はAAA級オマハ・ストームチェイサーズへ昇格して1年間プレー。134試合で打率.277、19本塁打、86打点、OPS0.812という好成績を残し、130三振を喫したものの前年まで課題となっていたミート面で改善が見られた。また、7月にはオールスター・フューチャーズゲームの世界選抜に選出された。
2017年の開幕はAAA級オマハで迎えたが、4月21日にメジャー初昇格を果たし、同日のテキサス・レンジャーズ戦でメジャーデビューを果たした。23日の同カードではダルビッシュ有からメジャー初本塁打を記録した。この年は113試合に出場して打率.255、17本塁打、40打点、1盗塁を記録した。
2018年3月10日に禁止薬物であるボルデノンが検出されて薬物検査違反で80試合の出場停止となった。6月28日に復帰した。
2019年11月20日にDFAとなり、25日に自由契約となった。

### タイガース時代
2019年12月6日にデトロイト・タイガースとマイナー契約を結び、2020年のスプリングトレーニングに招待選手として参加することになった。
2020年8月19日にメジャー契約を結んでアクティブ・ロースター入りした。10月27日にマイナー契約となり、傘下のAAA級トレド・マッドヘンズへ送られた。その後、11月2日にFAとなった。

### フィリーズ時代
2021年5月25日にフィラデルフィア・フィリーズとマイナー契約を結んだ。AA級レディング・ファイティン・フィルズで49試合に出場し、打率.251、12本塁打、41打点の成績を残し、7月22日にAAA級リーハイバレー・アイアンピッグスに昇格。ここでも打率.321、3本塁打、13打点の好成績を残し、8月20日にメジャー契約を結んでアクティブ・ロースター入りした。しかしメジャーでは結果を残せず、7試合に出場して11打数1安打（打率.091）、2打点という成績に終わった。オフの10月8日にFAとなった。
2022年3月30日にフィリーズとマイナー契約で再契約を結んだ。この年はAAA級リーハイバレーで112試合に出場して打率.240、15本塁打、57打点、盗塁8を記録したが、メジャー昇格の機会はなく、シーズン終了後にFAとなった。

### ロイヤルズ傘下時代
2023年3月9日にカンザスシティ・ロイヤルズとマイナー契約を結んだ。AA級ノースウエストアーカンソー・ナチュラルズで118試合に出場し、打率.267、22本塁打、88打点を記録した。オフの11月6日にFAとなった。

### メキシカンリーグ時代
2024年2月21日にリーガ・メヒカーナ・デ・ベイスボル（メキシカンリーグ）のタバスコ・オルメクスと契約したが、34試合に出場して打率.195、6本塁打、17打点という結果に終わった。6月12日にサルティーヨ・サラペメーカーズにトレード移籍したが、ここでも15試合に出場して打率.229、2本塁打、9打点と低迷し、7月3日に自由契約となった。

### 独立リーグ時代
2025年2月25日に北米独立リーグであるアメリカン・アソシエーションのカンザスシティ・モナークスと契約を結んだ。

## 詳細情報

### 年度別打撃成績
| 年 度    | 球 団    | 試 合 | 打 席 | 打 数 | 得 点 | 安 打 | 二 塁 打 | 三 塁 打 | 本 塁 打 | 塁 打 | 打 点 | 盗 塁 | 盗 塁 死 | 犠 打 | 犠 飛 | 四 球 | 敬 遠 | 死 球 | 三 振 | 併 殺 打 | 打 率 | 出 塁 率 | 長 打 率 | O P S |
| -------- | -------- | ----- | ----- | ----- | ----- | ----- | -------- | -------- | -------- | ----- | ----- | ----- | -------- | ----- | ----- | ----- | ----- | ----- | ----- | -------- | ----- | -------- | -------- | ----- |
| 2017     | KC       | 113   | 422   | 384   | 55    | 98    | 15       | 1        | 17       | 166   | 40    | 1     | 1        | 0     | 1     | 35    | 0     | 2     | 118   | 8        | .255  | .320     | .432     | .752  |
| 2018     | KC       | 69    | 270   | 236   | 31    | 53    | 16       | 2        | 4        | 85    | 23    | 0     | 1        | 1     | 2     | 29    | 1     | 2     | 71    | 3        | .225  | .312     | .360     | .672  |
| 2019     | KC       | 5     | 21    | 20    | 3     | 7     | 3        | 0        | 0        | 10    | 3     | 0     | 0        | 0     | 0     | 1     | 0     | 0     | 7     | 0        | .350  | .381     | .500     | .881  |
| 2020     | DET      | 30    | 94    | 86    | 8     | 19    | 3        | 0        | 2        | 28    | 17    | 0     | 0        | 0     | 1     | 5     | 0     | 2     | 26    | 1        | .221  | .277     | .326     | .602  |
| 2021     | PHI      | 7     | 12    | 11    | 0     | 1     | 0        | 0        | 0        | 1     | 2     | 0     | 0        | 0     | 0     | 1     | 0     | 0     | 6     | 0        | .091  | .167     | .091     | .258  |
| MLB：5年 | MLB：5年 | 224   | 819   | 737   | 97    | 178   | 37       | 3        | 23       | 290   | 85    | 1     | 2        | 1     | 4     | 71    | 1     | 6     | 228   | 12       | .242  | .312     | .393     | .705  |

- 2022年度シーズン終了時

### 年度別守備成績
| 年 度 | 球 団 | 左翼（LF） | 左翼（LF） | 左翼（LF） | 左翼（LF） | 左翼（LF） | 左翼（LF） | 中堅（CF） | 中堅（CF） | 中堅（CF） | 中堅（CF） | 中堅（CF） | 中堅（CF） | 右翼（RF） | 右翼（RF） | 右翼（RF） | 右翼（RF） | 右翼（RF） | 右翼（RF） |
| 年 度 | 球 団 | 試 合      | 刺 殺      | 補 殺      | 失 策      | 併 殺      | 守 備 率   | 試 合      | 刺 殺      | 補 殺      | 失 策      | 併 殺      | 守 備 率   | 試 合      | 刺 殺      | 補 殺      | 失 策      | 併 殺      | 守 備 率   |
| ----- | ----- | ---------- | ---------- | ---------- | ---------- | ---------- | ---------- | ---------- | ---------- | ---------- | ---------- | ---------- | ---------- | ---------- | ---------- | ---------- | ---------- | ---------- | ---------- |
| 2017  | KC    | 9          | 12         | 0          | 0          | 0          | 1.000      | 1          | 1          | 0          | 0          | 0          | 1.000      | 92         | 160        | 4          | 4          | 1          | .976       |
| 2018  | KC    | 7          | 8          | 1          | 0          | 0          | 1.000      | -          | -          | -          | -          | -          | -          | 55         | 97         | 2          | 2          | 1          | .980       |
| 2019  | KC    | 1          | 3          | 0          | 0          | 0          | 1.000      | -          | -          | -          | -          | -          | -          | 4          | 8          | 0          | 0          | 0          | 1.000      |
| 2020  | DET   | 19         | 30         | 1          | 0          | 0          | 1.000      | -          | -          | -          | -          | -          | -          | 10         | 19         | 1          | 1          | 0          | .952       |
| MLB   | MLB   | 36         | 53         | 2          | 0          | 0          | 1.000      | 1          | 1          | 0          | 0          | 0          | 1.000      | 161        | 284        | 7          | 7          | 2          | .977       |

- 2020年度シーズン終了時

### 記録
MiLB
- オールスター・フューチャーズゲーム選出：1回（2016年）

### 背番号
- 38（2017年 - 2019年）
- 57（2020年）
- 39（2021年）